# Forenede Europæiske Venstrefløj/Nordisk Grønne Venstre
Venstrefløjsgruppen i Europa-Parlamentet - GUE/NGL (engelsk:  The Left in the European Parliament - GUE/NGL) er en konføderal politisk gruppe i Europa-Parlamentet. Gruppen består af de to europæiske partier Europæisk Venstreparti (European Left) og Nordisk Grønne Venstre Alliance. 

## Medlemspartier
| Land           | National valg alliance                                  | National Parti                                          | Europæisk Parti | Pladser |
| -------------- | ------------------------------------------------------- | ------------------------------------------------------- | --------------- | ------- |
| Cypern         | Det progressive arbejderparti                           | Det progressive arbejderparti                           | EL (observer)   | 2 / 6   |
| Danmark        | Enhedslisten                                            | Enhedslisten                                            | EL              | 1 / 13  |
| Finland        | Venstreforbundet                                        | Venstreforbundet                                        | EL              | 1 / 13  |
| Frankrig       | Venstrefronten                                          | Parti communiste français                               | EL              | 2 / 74  |
| Frankrig       | Venstrefronten                                          | Parti de gauche                                         | EL              | 1 / 74  |
| Frankrig       | Alliance of the Overseas                                | Alliance of the Overseas                                | –               | 1 / 74  |
| Grækenland     | SYRIZA                                                  | SYRIZA                                                  | EL              | 6 / 21  |
| Holland        | Socialistisk Parti                                      | Socialistisk Parti                                      | –               | 2 / 26  |
| Holland        | Dyrenes Parti (Partij voor de Dieren)                   | Dyrenes Parti (Partij voor de Dieren)                   | –               | 1 / 26  |
| Irland         | Sinn Féin                                               | Sinn Féin                                               | –               | 3 / 11  |
| Irland         | Luke 'Ming' Flanagan (independent)                      | Luke 'Ming' Flanagan (independent)                      | –               | 1 / 11  |
| Italien        | L'Altra Europa                                          | Partito della Rifondazione Comunista                    | EL              | 1 / 73  |
| Italien        | L'Altra Europa                                          | independents                                            | –               | 2 / 73  |
| Portugal       | Left Bloc                                               | Left Bloc                                               | EL              | 1 / 21  |
| Portugal       | Democratic Unity Coalition                              | Portugals Kommunistiske Parti                           |                 | 3 / 21  |
| Spanien        | Plural Left                                             | Izquierda Unida                                         | EL              | 4 / 54  |
| Spanien        | Plural Left                                             | ANOVA-Nationalist Brotherhood                           | –               | 1 / 54  |
| Spanien        | Podemos                                                 | Podemos                                                 | –               | 5 / 54  |
| Spanien        | The Peoples Decide (Los Pueblos Deciden)                | The Peoples Decide (Los Pueblos Deciden)                | –               | 1 / 54  |
| Storbritannien | Sinn Féin (Contests elections in Northern Ireland only) | Sinn Féin (Contests elections in Northern Ireland only) | –               | 1 / 3   |
| Sverige        | Vänsterpartiet                                          | Vänsterpartiet                                          | NGLA            | 1 / 20  |
| Tjekkiet       | Communist Party of Bohemia and Moravia                  | Communist Party of Bohemia and Moravia                  | EL (observer)   | 3 / 21  |
| Tyskland       | Die Linke                                               | Die Linke                                               | EL              | 7 / 96  |
| Tyskland       | Die Tierschutzpartei                                    | Die Tierschutzpartei                                    | –               | 1 / 96  |

## Nuværende danske medlemmer
Nikolaj Villumsen fra Enhedslisten har siddet i gruppen siden Europa-Parlamentsvalget i maj 2019 som eneste danske medlem.  

### Tidligere danske medlemmer
Søren Søndergaard sad i Europa-Parlamentet fra 2007 til 2014, hvor han udtrådte før valget i maj 2014 og gav plads til Rina Ronja Kari, begge fra Folkebevægelsen mod EU. Rina Ronja Kari opnåede genvalg i 2014. Men ved valget i 2019 blev hun ikke valgt ind.  
I valgperioden 1999-2004 var Pernille Frahm (Socialistisk Folkeparti) medlem, mens Freddy Blak, Jens Okking og Ole Krarup blev medlemmer efter brud med deres respektive politiske grupperinger. 
I valgperioden 2004-2009 var gruppen eneste repræsentant fra Danmark Ole Krarup frem til årsskiftet 2006/2007, hvor han blev afløst af Søren Søndergaard, begge fra Folkebevægelsen mod EU. Nyvalgte MEP Margrete Auken valgte at sidde i Gruppen De Grønne/Den Europæiske Fri Alliance selvom hendes parti SF var medlem Nordisk Grønne Venstre Alliance.
Jonas Sjöstedt indtil 2006, partileder for det svenske Vänsterpartiet.